# Бейдерман Олександр Абрамович
Олександр Абрамович Бейдерман (* 1949 в Одесі) — радянський та сучасний український письменник єврейського походження. Він є викладачем івриту, російської та англійської філології в Одеському університеті.
Бейдерман пише мовами їдиш, українською та російською мовами і вважається водночас одним із останніх і найважливіших авторів на їдиш пострадянського простору. Його входження в радянську літературу відбулося за сприяння тогочасних функціонерів літератури, хоча він ніколи не був ортодоксальним послідовником догм соціалістичного реалізму і незабаром знайшов власний стиль, що поєднує реалістичну мову з жорсткою експресивністю, що перевершує простоту його тем.
У своїх твора він торкає теми винищення євреїв у Другій світовій війні, а також теми, що нагадують Шолом-Алейхема та інших ранніх єврейських письменників. Його зображення варіюються від тонкої критики суспільства до жорсткого сарказму. Його тексти читають в Ізраїлі та США, а також в Україні. Його романи та п'єси видавалися також у перекладах російською та українською мовами. За останні кілька років українська мова стала відігравати дедалі більшу роль у його творах.
Бейдерман був членом Центру імені Мойсея Мендельсона, зараз працює в Claims Conference.